# 5-HT2A-рецептор
5-HT2A-рецептор у млекопитающих является одним из подтипов 5-HT2-рецепторов, подсемейства серотониновых рецепторов. Он является метаботропным G-белок-сопряжённым рецептором. Рецептор этого подтипа (5-HT2A) является основным возбуждающим подтипом рецепторов среди всех G-белок-сопряжённых подтипов рецепторов для серотонина (5-HT). Однако рецепторы подтипа 5-HT2A способны, наоборот, оказывать ингибирующее, тормозящее воздействие в некоторых областях мозга, таких, как зрительная кора и орбитофронтальная кора.
Также рецептор подтипа 5-HT2A, возможно, является критически необходимым для осуществления эндоцитоза, то есть проникновения в клетку вируса человеческой прогрессирующей мультифокальной энцефалопатии, так называемого вируса JC, относящегося к семейству полиомавирусов.
Даунрегуляция и десенситизация (снижение количества и плотности расположения) постсинаптических и пресинаптических 5-HT2A рецепторов — это адаптивный процесс, запускаемый хроническим применением антидепрессантов разных классов, в частности СИОЗС, СИОЗСН, ИМАО, ТЦА, а также классических и особенно атипичных антипсихотиков. Известно также, что у погибших от суицида пациентов, равно как и у погибших от различных иных причин пациентов с депрессиями обнаруживается повышенное общее количество и повышенная плотность расположения в определённых зонах мозга 5-HT2A рецепторов, по сравнению с нормальной контрольной группой (пациентами, не страдавшими депрессией и/или погибшими не от суицида). Эти находки в сумме позволяют предположить, что повышенное общее количество и повышенная плотность расположения в определённых зонах мозга постсинаптических и пресинаптических 5-HT2A рецепторов (то есть их апрегуляция или сенситизация) может быть вовлечена в патогенез депрессии, а даунрегуляция и десенситизация 5-HT2A рецепторов при применении антидепрессантов и антипсихотиков может быть вовлечена в механизмы реализации антидепрессивного и антипсихотического (в особенности «антинегативного», антидефицитарного) эффектов, соответственно, антидепрессантов и антипсихотиков. Помимо этого, как выяснилось, блокада 5-HT2A рецепторов, наряду с блокадой альфа-адренергических рецепторов, частично опосредует гипотензивную и спазмолитическую активность феноксибензамина и кетансерина.
Сверхстимуляция 5-HT2A-рецепторов, которая может возникнуть при приёме серотонинергических препаратов (в том числе серотонинергических антидепрессантов), ответственна за возникновение редкого, но потенциально смертельно опасного побочного эффекта — серотонинового синдрома, в частности таких его проявлений, как нарушения координации, нервно-мышечное возбуждение и повышение температуры тела. Этот побочный эффект развивается особенно часто при применении сочетания серотонинергических препаратов.

## Распределение в организме
Белок рецептора 5-HT2A широко экспрессирован в различных отделах ЦНС.
В частности, он экспрессируется в большинстве богатых серотонинергическими терминалами (рецепторами) областей мозга, включая неокортекс (в основном в префронтальной, париетальной и соматосенсорной коре), а также в обонятельной луковице. Особенно высокая концентрация этого белка (то есть высокая плотность этого рецептора) обнаруживается в апикальных дендритах пирамидных клеток 5-го слоя коры, что, как предполагается, модулирует когнитивные процессы, рабочую (кратковременную) память и внимание. за счёт усиления выброса глутамата с последующим запуском сложных взаимодействий с участием таких разных типов рецепторов, как 5-HT1A, ГАМКA, аденозиновый A1, AMPA, mGluR2/3, mGluR5, и OX2.
В мозжечке крыс белок рецептора 5-HT2A был обнаружен также в клетках Гольджи гранулярного слоя коры и в мозжечковых клетках Пуркинье.
В периферических тканях серотониновые рецепторы подтипа 5-HT2A широко экспрессированы на поверхности тромбоцитов, а также многих типов клеток сердечно-сосудистой системы — сердца и сосудов, на поверхности фибробластов (клеток соединительной ткани и нейронов периферической нервной системы). Помимо этого, экспрессия мРНК рецептора 5-HT2A была обнаружена в моноцитах человека.

## История открытия
Серотониновые рецепторы были разделены на два подтипа или класса Гаддумом и Пикарелли, которые смогли показать, что некоторые из эффектов серотонина на кишечник блокируются морфином, в то время как остальные эффекты блокируются феноксибензамином (дибенилином). Это позволило этим исследователям назвать эти рецепторы, соответственно, M (от Morphine) и D (от Dibenyline). Как сейчас полагают, рецепторы подтипа 5-HT2A — это те самые, которые были первоначально описаны как D-подтип серотониновых рецепторов Гаддумом и Пикарелли. В эпоху до молекулярного клонирования белков, когда исследование при помощи меченых радиоактивных лигандов было единственным доступным инструментом, было показано, что меченый спиперон и меченый ЛСД связываются с двумя разными подтипами серотониновых рецепторов, но ни спиперон, ни ЛСД не связываются с теми серотониновыми рецепторами, с которыми связывается морфин, и не вытесняют морфин из связи с рецептором. Это привело к открытию 5-HT1-, 5-HT2- и 5-HT3-рецепторов, которыми назвали соответственно высокоаффинные участки связывания ЛСД, спиперона и морфина.
Позже было показано, что рецепторы, первоначально названные 5-HT1C, на самом деле структурно и функционально очень близки к рецепторам 5-HT2, а не к другим рецепторам подсемейства 5-HT1. Поэтому они были переклассифицированы в состав подсемейства 5-HT2 и стали называться 5-HT2C. А те рецепторы, которые ранее назывались просто 5-HT2 (поскольку думали, что таких существует только один подтип), стали после этой переклассификации 5-HT1C в 5-HT2C соответственно называться 5-HT2A. Позже был открыт ещё один подтип 5-HT2 рецепторов, названный первоначально 5-HT2F, и затем, позднее, переименованный в 5-HT2B. Таким образом, подсемейство 5-HT2 рецепторов на сегодняшний день состоит из трёх различных молекулярных подтипов рецепторов: 5-HT2A (ранее известный как просто 5-HT2 или как D), 5-HT2B (ранее известный как 5-HT2F), и 5-HT2C (ранее известный как 5-HT1C).

## Сигнальные каскады
Насколько известно сегодня, рецепторы подтипа 5-HT2A соединяются преимущественно с сигнальным каскадом, осуществляемым белком Gαq. После стимуляции рецептора агонистом, субъединицы Gαq и β-γ диссоциируют (разъединяются), что приводит к инициации (запуску) нисходящих эффекторных сигнальных каскадов. Gαq стимулирует активность фосфолипазы С, которая вызывает высвобождение диацилглицерола и инозитолтрифосфата. Это, в свою очередь, приводит к активации протеинкиназы С и к выделению ионов кальция Ca2+.
У рецепторов подтипа 5-HT2A имеется также множество дополнительных сигнальных каскадов, помимо основного. В частности, эти дополнительные сигнальные каскады включают в себя активацию фосфолипазы A2 с образованием арахидоновой кислоты, активацию фосфолипазы D, семейства Rho-ГТФ-аз, Rho-киназы, ERK-киназ, запускаемую при активации рецептора теми или иными агонистами.

## Физиологические эффекты
Физиологические эффекты, опосредуемые 5-HT2A рецепторами, включают в себя:
- ЦНС: возбуждение нейронов, поведенческие эффекты, участие в процессах обучения, в переживании эмоции тревоги[источник не указан 1689 дней]
- спазм гладких мышц желудочно-кишечного тракта и бронхов[источник не указан 1689 дней]
- вазоконстрикция / вазодилатация[источник не указан 1689 дней]
- агрегация тромбоцитов[источник не указан 1689 дней]
- Активация 5-HT2A рецепторов с помощью DOI вызывает мощный противовоспалительный эффект во многих тканях, включая сердце, сосуды и кишечник. Другие 5-HT2A агонисты, в частности ЛСД, также оказывают мощный противовоспалительный эффект в отношении воспаления, вызванного ФНО-α[28][29].
- активация 5-HT2A рецепторов в гипоталамусе вызывает повышение уровней таких гормонов, как окситоцин, пролактин, АКТГ, кортизол, ренин[30][31]
- роль в процессах памяти[32][33][34]

## Лиганды

### Агонисты
Активация 5-HT2A рецепторов критически необходима для реализации психотомиметических эффектов «классических» серотонинергических психоделиков (галлюциногенов), таких, как ЛСД, псилоцибин и мескалин, которые являются полными или частичными агонистами этого подтипа рецепторов. Упомянутые три соединения (ЛСД, псилоцибин и мескалин) представляют три основных класса 5-HT2A агонистов, соответственно эрголины, триптамины и фенэтиламины. В рамках этих трёх основных классов соединений, отталкиваясь от химической структуры ЛСД, псилоцибина и мескалина как прототипов, было синтезировано большое количество различных производных, а взаимосвязь между их химической структурой и активностью подверглась тщательному исследованию. Считается, что психотомиметические эффекты агонистов 5-HT2A рецепторов опосредуются через их взаимодействие с 5-HT2A рецепторами апикальных дендритов пирамидных клеток в префронтальной коре. Последние исследования показывают, что психотомиметические эффекты классических психоделиков опосредуются их связыванием с рецепторным дуплетом (гетеродимером) 5-HT2A c mGluR2, а не их связыванием с мономерными 5-HT2A рецепторами. Агонисты 5-HT2A рецепторов повышают уровень дофамина в префронтальной коре, что, с одной стороны, может приводить к галлюцинациям и психозу, а с другой, улучшает память и внимание, что играет роль в процессах обучения.

#### Полные агонисты
- 25I-NBOMe[42] и его 2-гидрокси-аналог 25I-NBOH
- (R)-DOI
- TCB-2[43]
- Bromo-DragonFLY[44]
- Мексамин — полный агонист нескольких типов серотониновых рецепторов.
- O-4310, селективный агонист 5-HT2A рецепторов, как утверждается, имеет 100-кратную селективность к 5-HT2A по сравнению с 5-HT2C и неактивен по отношению к 5-HT2B
- PHA-57378, двойной агонист рецепторов подтипов 5-HT2A и 5-HT2C, проявляет противотревожный (анксиолитический) эффект в исследованиях на животных.[45]

#### Парциальные (частичные) агонисты
- 25C-NBOMe
- Метисергид, производное метилэргоновина, использующийся в лечении мигрени, блокирует 5-HT2A и 5-HT2C рецепторы, однако иногда работает как парциальный агонист.
- OSU-6162 является одновременно парциальным агонистом 5-HT2A и дофаминовых D2 рецепторов
- 25CN-NBOH — сильный селективный агонист 5-HT2A рецепторов с 100-кратной селективностью в отношении 5-HT2A по сравнению с 5-HT2C и 46-кратной селективностью по сравнению с 5-HT2B.[46]
- Джанкозамин — структурно ограниченное производное 25B-NBOMe, является мощным парциальным агонистом 5-HT2A рецепторов со 124-кратной селективностью в отношении 5-HT2A по сравнению с 5-HT2C, что делает его наиболее селективным агонистом из известных на сегодняшний день.[47]
- Каннабидиол, фитоканнабиноид, один из основных алкалоидов конопли.[48]
- Эфавиренц, антиретровирусное лекарство, используемое в лечении СПИДа, вызывает психиатрические побочные эффекты, которые, как полагают, обусловлены его 5-HT2A парциальным агонизмом.[49]
- Мефлохин (мефлоквин), лекарство, используемое в лечении малярии, также вызывает психиатрические побочные эффекты, которые могут быть связаны с его частичной агонистической активностью в отношении 5-HT2A и/или 5-HT2C рецепторов.[50]
- Лизурид, эрголиновое производное, лекарство, используемое в лечении болезни Паркинсона, является агонистом дофаминовых рецепторов, однако он также является двойным 5-HT2A / 5-HT2C агонистом[51] и одновременно антагонистом 5-HT2B рецепторов.[52]

#### Периферические селективные агонисты
Одним из важных периферических эффектов активации 5-HT2A рецепторов является снижение внутриглазного давления. Поэтому теоретически агонисты 5-HT2A рецепторов могли бы быть полезны в лечении глаукомы. Однако этому препятствует их галлюциногенная, психотомиметическая активность. Это привело к разработке соединений, таких, как AL-34662, обладающих 5-HT2A агонистической активностью на периферии, однако не способных преодолевать ГЭБ и вызывать психотомиметические побочные эффекты. Исследования на животных показали, что это соединение лишено галлюциногенных эффектов в дозах до 30 мг/кг, хотя некоторые из его более липофильных (и, соответственно, лучше проходящих через ГЭБ) аналогов вызывали эффекты, характерные для действия галлюциногенов у грызунов (такие, как вращение головой).

### «Молчаливые» антагонисты
- Хотя алкалоиды спорыньи в основном являются неспецифическими антагонистами серотониновых рецепторов, некоторые из их производных, такие, как метерголин, преимущественно связываются с рецепторами подсемейства 5-HT2.
- Открытие кетансерина было важной вехой в фармакологии 5-HT2 рецепторов. Кетансерин способен ингибировать агрегацию тромбоцитов, вызываемую серотонином через связывание с 5-HT2 рецепторами на их поверхности. Однако его хорошо известная гипотензивная активность реализуется в основном не через антагонизм к рецепторам подсемейства 5-HT2 (хотя и он играет роль), а через его способность к высокоаффинному антагонистическому связыванию с α1 адренергическими рецепторами. Кетансерин также имеет высокую антагонистическую аффинность к H1 гистаминовым рецепторам, равную его аффинности к 5-HT2A рецепторам. Именно антагонистической активностью по отношению к H1 гистаминовым рецепторам в основном обусловлена седативная активность кетансерина (хотя антагонизм к 5-HT2A и здесь отчасти играет роль). Некоторые другие химически близкие к кетансерину соединения, такие, как ритансерин, являются более селективными 5-HT2A антагонистами с низкой аффинностью к альфа-адренергическим рецепторам и к гистаминовым рецепторам. Однако ритансерин, так же как и большинство других антагонистов 5-HT2A рецепторов, также сильно антагонизирует 5-HT2C рецепторы. Антагонизмом к 5-HT2A и 5-HT2C объясняется также наличие у кетансерина и ритансерина антидепрессивной и противотревожной активности, способности потенцировать антидепрессанты (СИОЗС, СИОЗСН, ТЦА) и корректировать ряд их побочных эффектов (негативное влияние на либидо, сон, аппетит и пр.), а также способности уменьшать экстрапирамидные побочные эффекты антипсихотиков и добавлять «атипизма» в их профиль действия.
- Тразодон и химически близкий к нему нефазодон работают как антидепрессанты за счёт блокады постсинаптических и пресинаптических 5-HT2A и 5-HT2С рецепторов и, в меньшей степени, за счёт ингибирования обратного захвата моноаминов — серотонина и норадреналина. Именно активностью в отношении 5-HT2A и 5-HT2С обуславливается низкая частота сексуальных побочных эффектов тразодона и нефазодона, а также нередко наблюдаемое их положительное влияние на либидо, сон, аппетит, и их способность корректировать сексуальные побочные эффекты СИОЗС, СИОЗСН, кломипрамина и их негативное влияние на сон и аппетит.
- Атипичные антипсихотики, такие, как клозапин, оланзапин, кветиапин, рисперидон и азенапин являются относительно сильными антагонистами 5-HT2A и/или 5-HT2С рецепторов, что отчасти опосредует их антипсихотическую (в особенности «антинегативную», антидефицитарную) и антидепрессивную активность, а также отчасти опосредует их седативное и противотревожное действие и, для некоторых из них (являющихся относительно слабыми антагонистами дофаминовых рецепторов) также их способность корректировать сексуальные побочные эффекты СИОЗС и СИОЗСН и их негативное влияние на сон и аппетит. Относительно сильными антагонистами 5-HT2A и/или 5-HT2С рецепторов являются также некоторые «старые» типичные («классические») антипсихотики, особенно менее потентные, с выраженной седативной активностью и/или с мало выраженными ЭПС.
- Ещё одним примером антагонистов 5-HT2A рецепторов является MDL-100,907, послуживший прототипом целого нового класса 5-HT2A антагонистов.
- Антигистаминный препарат ципрогептадин (перитол) является не только мощным антагонистом H1 гистаминовых рецепторов, но и сильным антагонистом 5-HT2A рецепторов, что обуславливает такие его свойства, как способность повышать аппетит, противотревожное, седативное и снотворное действие, способность корректировать сексуальные побочные эффекты СИОЗС и СИОЗСН и устранять вызванное ими снижение аппетита (анорексию) или бессонницу, тревожность.
- Пизотифен (сандомигран), применяемый в лечении мигрени, является неселективным антагонистом различных типов серотониновых рецепторов, в том числе 5-HT2A и 5-HT2C, что обуславливает наличие у него антидепрессивной, противотревожной и седативной активности, способности повышать аппетит и способности корректировать сексуальные побочные эффекты СИОЗС, СИОЗСН, кломипрамина и их негативное влияние на сон и аппетит.[55]
- LY-367,265 — двойной 5-HT2A антагонист и СИОЗС, обладающий антидепрессивной активностью.
- Семейство 2-алкил-4-арил-тетрагидро-пиримидо-азепинов является селективными антагонистами 5-HT2A подтипа серотониновых рецепторов (так, один из членов семейства проявляет 60-кратную селективность по отношению к 5-HT2A по сравнению с 5-HT2C).[56]
- 9-аминометил-9,10-дигидроантрацен (AMDA) и его производные — это пример другого семейства селективных 5-HT2A антагонистов.[57][58][59][60][61]
- Гидроксизин (Атаракс), помимо того, что является мощным антагонистом H1 гистаминовых рецепторов, является также антагонистом 5-HT2A рецепторов, что частично обуславливает его противотревожную, седативную и снотворную активность и способность повышать аппетит, корректировать сексуальные побочные эффекты, инсомнию, анорексию и тревожность при применении СИОЗС и СИОЗСН.
- Миансерин, миртазапин являются антагонистами 5-HT2A и 5-HT2С, что не только привносит вклад в их антидепрессивное и противотревожное действие, но и снижает частоту побочных эффектов, а также объясняет их положительное влияние на сон, аппетит, либидо и половую функцию и их способность корректировать экстрапирамидные побочные эффекты антипсихотиков (добавлять «атипизма»), сексуальные побочные эффекты СИОЗС и СИОЗСН, кломипрамина и их негативное влияние на сон и аппетит.
- Феноксибензамин (дибенилин) является не только α1 антагонистом, но и парциальным агонистом-антагонистом 5-HT2A рецепторов с преимущественно антагонистической активностью, что частично обуславливает его гипотензивную и спазмолитическую активность и наличие у него антидепрессивных и противотревожных свойств.
- 5-MeO-NBpBrT — тоже антагонист 5-HT2A подтипа серотониновых рецепторов.

### Обратные агонисты
- AC-90179 — мощный и селективный обратный агонист 5-HT2A, а также антагонист 5-HT2C.[62][63]
- Нелотансерин (APD-125) — селективный 5-HT2A обратный агонист, разработанный компанией Arena Pharmaceuticals для лечения бессонницы. В клинических исследованиях была показана безопасность и эффективность нелотансерина.[64]
- Эпливансерин (Санофи Авентис), также позиционируется как снотворное. Достиг II фазы клинических испытаний, однако затем обращение фирмы за разрешением FDA было отозвано. Является селективным 5-HT2A обратным агонистом.
- Пимавансерин — более селективный чем AC-90179, активен при пероральном приёме, проявляет антипсихотическую активность in vivo, в настоящее время проходит клинические испытания на людях-добровольцах.[65][66][67][68]
- Волинансерин

### Функциональная селективность
Различные лиганды 5-HT2A-рецепторов могут по-разному активировать нисходящие внутриклеточные сигнальные каскады. В ряде исследований изучалась активация двух эффекторов, играющих ключевую роль в соответствующих каскадах — фосфолипазы С и фосфолипазы A2, с помощью измерения концентраций вторичных мессенджеров, задействованных в этих каскадах. Некоторые соединения оказались имеющими функциональную селективность в отношении того или иного каскада. В частности, таковыми оказались диметоксиамфетамин 2,5-DMA и 2C-N. Последний индуцирует накопление инозитолтрифосфата (продукта активации фосфолипазы С) без признаков активации фосфолипазы A2, в то время как первый вызывает накопление арахидоновой кислоты (продукта активации фосфолипазы A2) без признаков активации фосфолипазы C.
Последние исследования позволяют предполагать, что, возможно, существуют различия в функциональной селективности (преимущественной активации тех или иных внутриклеточных сигнальных каскадов) в соматосенсорной коре между теми 5-HT2A агонистами, которые вызывают типичные для галлюциногенов поведенческие эффекты (в частности, кивание головой) у мышей и теми, которые таких эффектов не вызывают, как, например, лизурид. При этом интересно отметить, что те 5-HT2A агонисты, которые не вызывают у мышей этих типичных для галлюциногенов поведенческих эффектов (в частности, вышеупомянутый лизурид), также не являются галлюциногенными у человека даже в высоких дозах, несмотря на то, что являются весьма активными, высокопотентными 5-HT2A агонистами.
Одним из известных примеров функциональных различий в передаче внутриклеточного сигнала является различие между эндогенным медиатором серотонином и 2,5-диметокси-4-иодамфетамин, воздействие которых на 5-HT2A рецептор приводит к различной активации (рекрутированию) семейства специфических внутриклеточных белков, называемых β-арестинами, в частности β2-арестина.

### Роль липофильности
При изучении различных лигандов 5-HT2A-рецепторов были обнаружены различные закономерности. Так, в частности, для агонистов 5-HT2A-рецепторов была обнаружена весьма значительная линейная корреляция между константой диссоциации (то есть аффинностью связывания) и степенью липофильности соединения. Для лигандов, являющихся частичными агонистами или антагонистами 5-HT2A-рецепторов, липофильность чаще всего (почти всегда) оказывалась закономерно значительно выше, чем ожидаемая липофильность для агониста со сравнимой степенью аффинитета к 5-HT2A-рецептору.

## Генетика

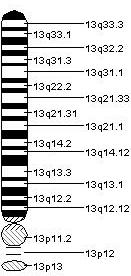
13-я хромосома человека.

Серотониновые рецепторы подтипа 5-HT2A кодируются геном HTR2A.
У человека этот ген расположен на 13-й хромосоме в локусе 13q14-21.
Этот ген ранее назывался просто HTR2, до того, как были обнаружены два других, близкородственных, гена этого семейства — HTR2B и HTR2C.
У этого гена было обнаружено несколько интересных полиморфизмов:
- A-1438G (rs6311)
- C102T (rs6313)
- His452Tyr (rs6314)

Однако это не все описанные для данного гена полиморфизмы.
Статья 2006 года описывает 255 различных полиморфизмов гена HTR2A.

### Ассоциация с психическими заболеваниями
Некоторые исследования обнаруживают связь между полиморфизмом гена HTR2A, называемым −1438G/A, и аффективными расстройствами, такими, как биполярное расстройство и большая депрессия.
Слабая связь между полиморфизмом гена HTR2A, называемым T102C, и шизофренией, с повышенной в 1.3 раза вероятностью обнаружения этого отклонения, была найдена в одном из исследований.
Этот полиморфизм (Т102С) также подвергался изучению у жертв суицида. Одно из исследований обнаружило повышенное количество обладающих генотипом C/C среди тех, кто пытался совершать попытки суицида.
Несколько других исследований были посвящены попыткам найти связь тех или иных полиморфизмов данного гена с шизофренией, с различными и нередко противоречащими друг другу результатами.
Однако результаты этих отдельных исследований не дают полной картины. Так, мета-обзор 2007 года, обобщающий всё, что было известно на тот момент о связи однонуклеотидных полиморфизмов гена HTR2A с возникновением предрасположенности к тем или иным психическим заболеваниям, заключил, что «исследования, изучающие ассоциацию вариантов гена HTR2A с психическими заболеваниями, показывают противоречивые и в целом отрицательные результаты». При этом в разных исследованиях либо вообще не обнаруживается корреляции между тем или иным изучаемым вариантом гена HTR2A и исследуемым психическим заболеванием, либо эта корреляция слаба, либо не подтверждается (не воспроизводится) в других исследованиях на эту же тему.

#### Реакция на лечение
Одно из исследований обнаружило, что генетические различия в гене HTR2A между разными индивидуумами могут в некоторой степени влиять на разницу в результатах лечения циталопрамом разных пациентов с большой депрессией. А именно, некоторые пациенты, обладающие одним определённым генетическим вариантом HTR2A, и страдающие от большой депрессии, могут получить в среднем более выраженный клинический эффект от применения циталопрама, по сравнению со средними результатами лечения у всех прочих пациентов, не обладающих данным генетическим вариантом HTR2A. В этом исследовании изучались 768 различных однонуклеотидных полиморфизмов в 68 генах. И был идентифицирован один конкретный однонуклеотидный полиморфизм в гене HTR2A, названный rs7997012 и локализованный во втором интроне этого гена. Именно этот вариант гена HTR2A показал статистически значимую ассоциацию с результатами лечения.
Имеются также данные о том, что генетические вариации в гене HTR2A могут быть до некоторой степени ассоциированы с количеством побочных эффектов антидепрессивной терапии при лечении большого депрессивного расстройства.
В одном исследовании была обнаружена связь между аномальными полиморфными вариантами HTR2A, которые могут приводить к повышенной активности этого рецептора, и синдромом хронической усталости.

## Нейровизуализационные исследования
Рецепторы подтипа 5-HT2A могут быть функционально визуализированы при помощи ПЭТ с меченым радиоактивной меткой (фтором-18) 18F-алтансерином
или меченым 18F-MDL 100,907, радиолигандом, который связывается с данным рецептором. Так, например, в одном из исследований было обнаружено пониженное связывание меченого радиоактивного 18F-алтансерина в гиппокампе пациентов с большой депрессией.
В другом ПЭТ-исследовании было обнаружено повышенное связывание меченого радиоактивного 18F-алтансерина в каудальном ядре пациентов с обсессивно-компульсивным расстройством, по сравнению с контрольной группой здоровых лиц, не страдающих ОКР.
Исследовались также пациенты с синдромом Туретта. В исследовании было обнаружено повышенное связывание меченого радиоактивного 18F-алтансерина у пациентов с синдромом Туретта по сравнению с контрольной группой здоровых лиц.
Связывание меченого радиоактивного 18F-алтансерина у здоровых лиц уменьшается в процессе старения организма, что указывает на потерю специфических 5-HT2A рецепторов с возрастом. Это может быть одной из причин ухудшения памяти, когнитивных способностей, мотивации и уровня энергии и увеличения частоты депрессий с возрастом.
В ещё одном исследовании у здоровых добровольцев была обнаружена положительная корреляция между степенью связывания меченого радиоактивного 18F-алтансерина во фронтолимбической области и измеренной при помощи опросника личностных характеристик NEO PI-R такой характеристикой личности, как невротичность. Другими словами, в этом исследовании показано, что у более невротичных личностей часто повышено связывание радиоактивного 18F-алтансерина (то есть у них повышено количество и плотность 5-HT2A рецепторов) во фронтолимбической области, и, наоборот, что у лиц, отличающихся повышенным связыванием меченого 18F-алтансерина (то есть большим числом и большей плотностью 5-HT2A рецепторов) во фронтолимбической области, чаще отмечается такая личностная черта, как невротичность.

## Роль в эндоцитозе вируса прогрессирующей мультифокальной лейкоэнцефалопатии
Рецепторы подтипа 5-HT2A могут быть критически необходимы для опосредуемого клатрином эндоцитоза, проникновения вируса человеческой прогрессирующей мультифокальной энцефалопатии, так называемого JC вируса, который способен проникать в олигодендроциты, астроциты, B-лимфоциты, эпителиальные клетки почек. Эти клетки должны экспрессировать оба связанных альфа-2-6 связью с сиаловой кислотой компонента 5-HT2A рецептора для того, чтобы они смогли эндоцитировать JC вирус (то есть чтобы он смог инфицировать клетку, проникнуть в неё).

## Для дополнительного чтения
- Perez-Aguilar J.M., Shan J., LeVine M.V., Khelashvili G., Weinstein H. A functional selectivity mechanism at the serotonin-2A GPCR involves ligand-dependent conformations of intracellular loop 2 (англ.) // J. Am. Chem. Soc.[англ.] : journal. — 2014. — doi:10.1021/ja508394x. — PMID 25314362.